# Proechimys gardneri
Proechimys echinothrix és una espècie de mamífer rosegador de la família de les rates espinoses. Viu a Bolívia i el Brasil. El seu hàbitat natural són els boscos inundables. És una espècie en risc mínim, és a dir, no sembla que hi hagi cap amenaça significativa per a la seva supervivència.
Aquest tàxon fou anomenat en honor del biòleg estatunidenc Alfred L. Gardner.